# 彩霞邨

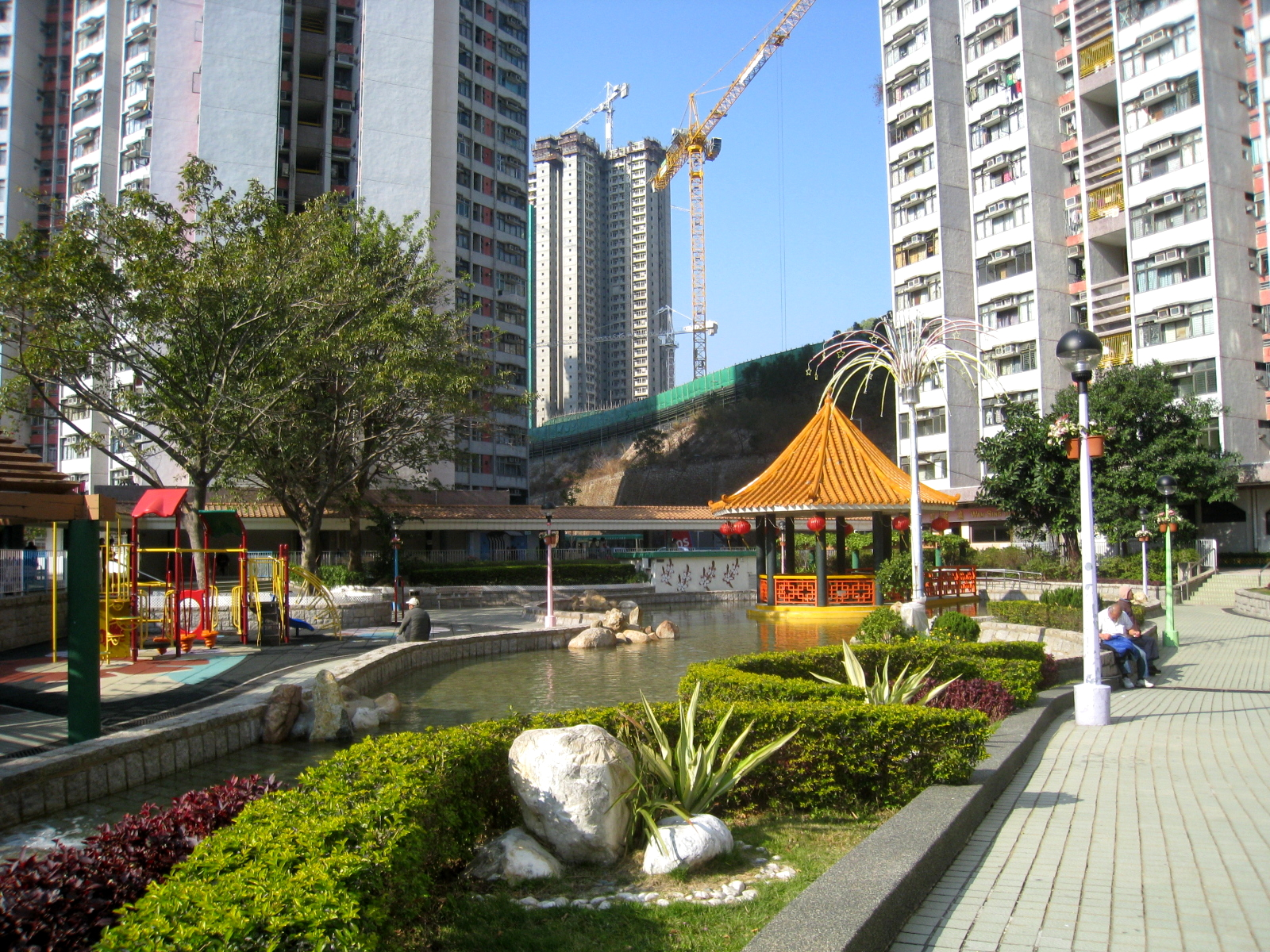
彩霞邨內的水池

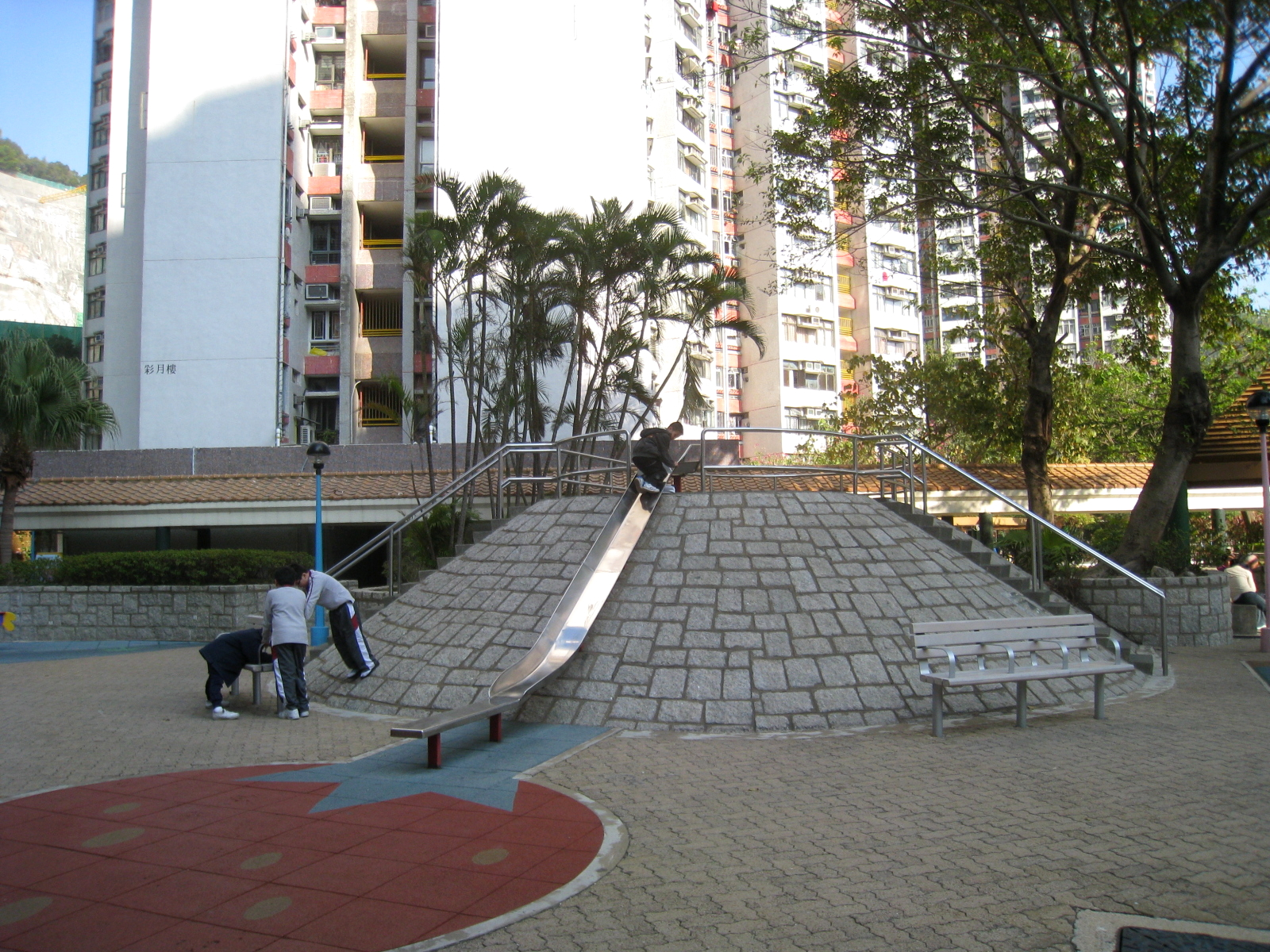
彩霞邨內的兒童遊樂場

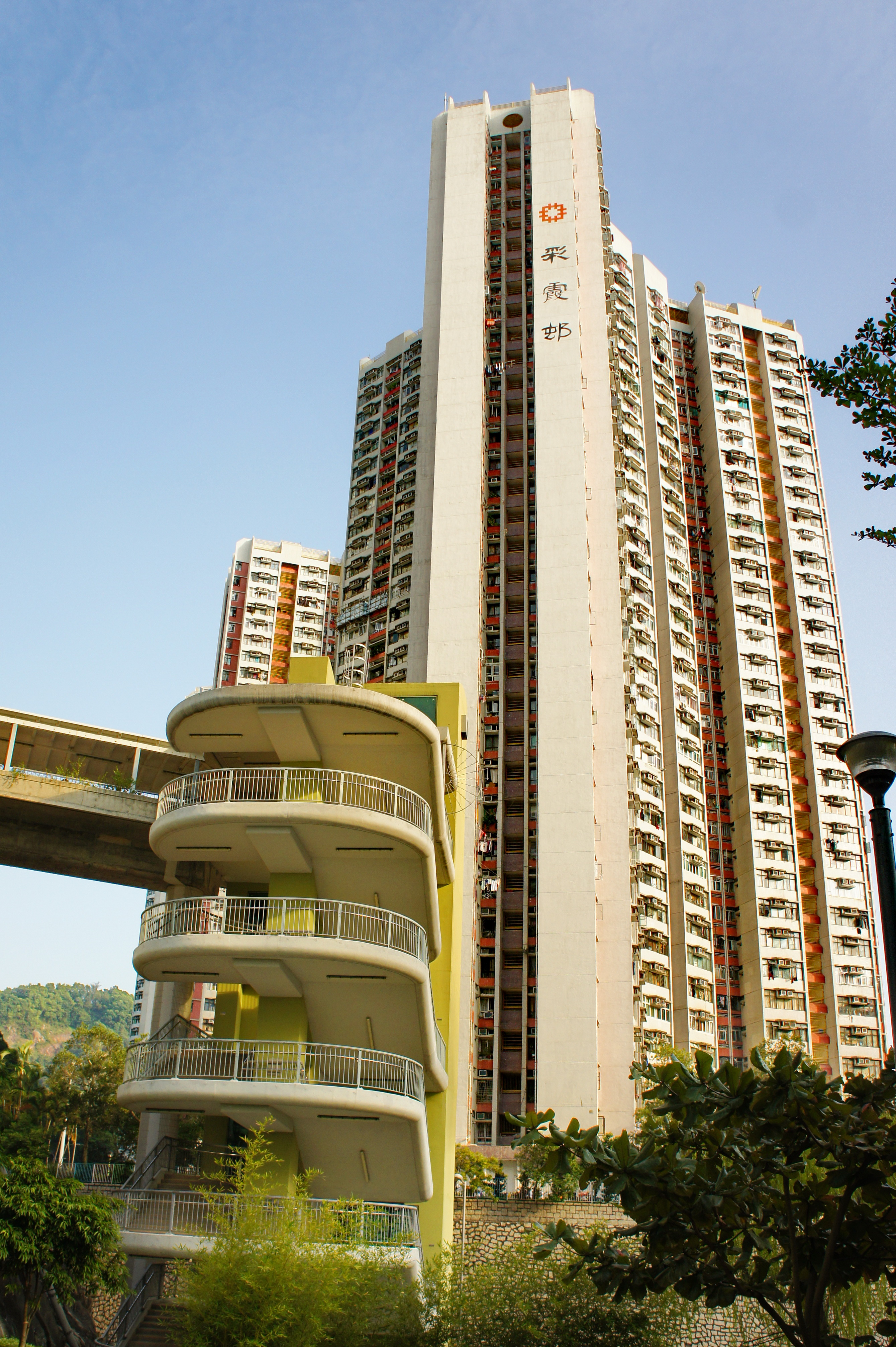
彩日樓

22°19′35″N 114°13′03″E / 22.326465°N 114.217627°E
彩霞邨（英語：Choi Ha Estate），原名佐敦谷北邨，是香港房屋委員會轄下的一個公共屋邨，位於九龍觀塘區牛頭角佐敦谷。

## 屋邨簡介
屋邨的地段是「新九龍第6348號」，具體位置在瑪利諾中學舊址的對面，鄰近淘大花園，於1982年開始設計興建、於1989年12月至1990年1月落成入伙。
彩霞邨原址為一個石礦場，後來獲納入公共房屋興建範圍，容納毗鄰佐敦谷邨、高超道邨一期，以及受九龍寨城清拆計劃影響的居民。

### 命名根據
由於當時附近有一條名為彩霞道的道路，所以建成公共屋邨後亦以該條街道作為屋邨的名字。

### 納入租者置其屋計劃
及後因應長遠房屋政策，房委會將彩霞邨納入租者置其屋計劃，並於該計劃的第三期（2000年）開始發售。此邨的93%業權已經出售，是按業權份數計各租者置其屋屋邨中認購率最高的屋邨；但按單位計，出售率為約81%，屬於同類屋邨的中等水平。

## 屋邨資料

### 樓宇
邨內有三幢樓宇分別命名為彩星樓、彩日樓、彩月樓，每座樓高34層。
| 樓宇名稱（座號） | 門牌號碼   | 樓宇類型            | 落成日期   | 樓宇層數 （住宅層數） | 每層伙數 | 單位數目（伙） | 建築師       | 承建商   | 提供升降機的廠商  |
| ---------------- | ---------- | ------------------- | ---------- | --------------------- | -------- | -------------- | ------------ | -------- | ----------------- |
| 彩日樓（A座）    | 彩霞道18號 | Y4型 （早期型設計） | 1989年12月 | 35（1-34樓）          | 18       | 612            | 房屋署建築師 | 有利建築 | 英國通用電氣-捷運 |
| 彩月樓（B座）    | 彩霞道18號 | Y4型 （早期型設計） | 1989年12月 | 35（1-34樓）          | 21       | 714            | 房屋署建築師 | 有利建築 | 英國通用電氣-捷運 |
| 彩星樓（C座）    | 彩霞道18號 | Y3型 （早期型設計） | 1990年1月  | 35（3-34樓）          | 27       | 912            | 房屋署建築師 | 有利建築 | 英國通用電氣-捷運 |

以粗體標示的樓宇設有「劏房」，以安置佐敦谷邨、高超道邨及九龍寨城的1-2人住戶。

### 商舖及停車場
邨內有一座包含商舖及停車場的大廈，曾由領展負責管理，現由大富基業負責管理，建築樓面面積約2861平方米。

## 教育及福利設施

### 幼稚園
- 天主教彩霞邨潔心幼稚園 （页面存档备份，存于）  （1990年創辦，前身為佐敦谷徙置大廈第六座天台潔心幼稚園）

### 特殊幼兒中心
- 協康會王石崇傑紀念中心 （页面存档备份，存于）

## 外部連結
- 房委會物業位置及資料 彩霞邨 （页面存档备份，存于）
- 房委會物業位置及資料 彩霞邨